# Uxacona
Uxacona era um assentamento romano-britânico situado em Redhill perto de Telford atual, Shropshire.